# Даніель Рюдмарк
Даніель Кьєлл Рюдмарк (швед. Daniel Kjell Rydmark, нар. 23 лютого 1970, Вестерос) — шведський хокеїст, що грав на позиції центрального нападника. Грав за збірну команду Швеції. Олімпійський чемпіон.

## Ігрова кар'єра
Професійну хокейну кар'єру розпочав 1988 року.
1989 року був обраний на драфті НХЛ під 123-м загальним номером командою «Лос-Анджелес Кінгс».
Протягом професійної клубної ігрової кар'єри, що тривала 17 років, захищав кольори команд «Фер'єстад», «Мальме Редгокс», «Фінікс Роудраннерс» та «Вестерос».
Виступав за збірну Швеції.
У 1994 році, виступаючи за збірну Швеції, став олімпійським чемпіоном зимових Олімпійських ігор у Ліллегаммері.

## Статистика
| Сезон        | Клуб                 | Ліга         | Регулярний сезон | Регулярний сезон | Регулярний сезон | Регулярний сезон | Регулярний сезон | Плей-оф | Плей-оф | Плей-оф | Плей-оф | Плей-оф |
| Сезон        | Клуб                 | Ліга         | І                | Г                | П                | О                | ШХ               | І       | Г       | П       | О       | ШХ      |
| ------------ | -------------------- | ------------ | ---------------- | ---------------- | ---------------- | ---------------- | ---------------- | ------- | ------- | ------- | ------- | ------- |
| 1987–88      | «Фер'єстад»          | ШХЛ          | 28               | 3                | 1                | 4                | 10               | —       | —       | —       | —       | —       |
| 1988–89      | «Фер'єстад»          | ШХЛ          | 35               | 9                | 9                | 18               | 24               | —       | —       | —       | —       | —       |
| 1989–90      | «Фер'єстад»          | ШХЛ          | 35               | 9                | 12               | 21               | 20               | 5       | 0       | 0       | 0       | 4       |
| 1990–91      | «Мальме Редгокс»     | ШХЛ          | 39               | 14               | 14               | 28               | 34               | —       | —       | —       | —       | —       |
| 1991–92      | «Мальме Редгокс»     | ШХЛ          | 30               | 17               | 16               | 33               | 41               | —       | —       | —       | —       | —       |
| 1992–93      | «Мальме Редгокс»     | ШХЛ          | 39               | 18               | 13               | 31               | 70               | —       | —       | —       | —       | —       |
| 1993–94      | «Мальме Редгокс»     | ШХЛ          | 38               | 14               | 18               | 32               | 48               | —       | —       | —       | —       | —       |
| 1994–95      | «Мальме Редгокс»     | ШХЛ          | 23               | 8                | 7                | 15               | 24               | 9       | 1       | 2       | 3       | 31      |
| 1995–96      | «Фінікс Роудраннерс» | МХЛ          | 11               | 2                | 0                | 2                | 12               | —       | —       | —       | —       | —       |
| 1995–96      | «Мальме Редгокс»     | ШХЛ          | 21               | 4                | 3                | 7                | 38               | 5       | 0       | 1       | 1       | 32      |
| 1996–97      | «Мальме Редгокс»     | ШХЛ          | 49               | 12               | 23               | 35               | 60               | 4       | 1       | 4       | 5       | 4       |
| 1997–98      | «Мальме Редгокс»     | ШХЛ          | 44               | 7                | 12               | 19               | 22               | —       | —       | —       | —       | —       |
| 1998–99      | «Вестерос»           | ШХЛ          | 49               | 18               | 13               | 31               | 55               | —       | —       | —       | —       | —       |
| 1999–00      | «Вестерос»           | ШХЛ          | 46               | 17               | 17               | 34               | 36               | —       | —       | —       | —       | —       |
| 2000–01      | «Мальме Редгокс»     | ШХЛ          | 43               | 6                | 9                | 15               | 48               | 9       | 1       | 4       | 5       | 33      |
| 2001–02      | «Мальме Редгокс»     | ШХЛ          | 48               | 11               | 15               | 26               | 52               | 5       | 0       | 4       | 4       | 4       |
| 2002–03      | «Мальме Редгокс»     | ШХЛ          | 50               | 21               | 20               | 41               | 66               | —       | —       | —       | —       | —       |
| 2003–04      | «Мальме Редгокс»     | ШХЛ          | 47               | 3                | 3                | 6                | 102              | —       | —       | —       | —       | —       |
| Усього в ШХЛ | Усього в ШХЛ         | Усього в ШХЛ | 664              | 188              | 205              | 393              | 749              | 37      | 3       | 15      | 18      | 108     |